# أ. روس ويبستر
أ. روس ويبستر هو سياسي كندي، ولد في 24 مارس 1903 في دولوث في الولايات المتحدة، وتوفي في 3 يناير 1988. نشط حزبياً في الحزب الكندي التقدمي المحافظ. وقد انتخب عضو مجلس العموم الكندي.